# Monteneuf
Monteneuf [mɔ̃tənœf] est une commune française, située dans le département du Morbihan en région Bretagne. Monteneuf fait partie de la communauté de communes De l'Oust à Brocéliande Communauté.

## Géographie

### Situation

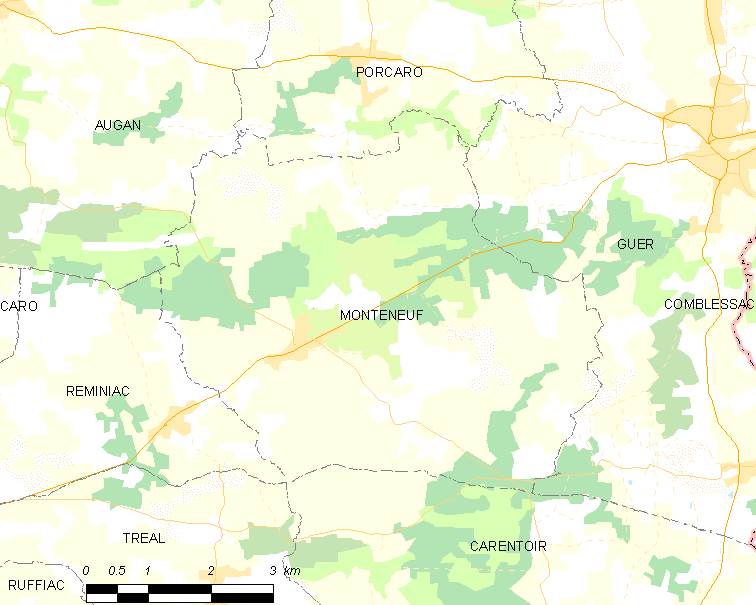
Carte de Monteneuf et des communes avoisinantes.

| Augan    | Porcaro   |      |
| Reminiac | Monteneuf | Guer |
| Tréal    | Carentoir |      |

### Relief et hydrographie
La commune présente un dénivelé assez important : la ligne de hauteurs la plus élevée est au centre-nord du finage communal, selon un axe est-ouest, culminant à 158 mètres dans la Lande des Cinq Chemins et atteignant encore 126 mètres plus à l'ouest dans la Lande de la Grée. Elle correspond à des espaces couverts d'une lande plus ou moins boisée selon les endroits ; les toponymes y sont révélateurs de la couverture végétale ; outre les deux déjà cités : Lande de Rousse, Lande de Monteneuf, Bois du Cilio, Bois de la Grée, Bois de la Minière.
Les altitudes sont moindres dans la partie centrale de la commune : les altitudes de cette partie du territoire communal sont aux alentours de la centaine de mètres, s'abaissant jusque vers 80 mètres dans la partie sud de la commune, par exemple aux alentours de la Ville Blanche. Le nord de la commune est aussi d'altitude moindre, s'abaissant même jusqu'à 33 mètres dans la vallée de l'Oyon. Quelques buttes parsèment le paysage :la butte de la Voltais, la Butte du Foin, celle de Saint-Méen, etc..
Le bourg, en position relativement centrale dans la commune, est situé sur une pente exposée au sud, échelonné entre 110 et 100 mètres d'altitude.

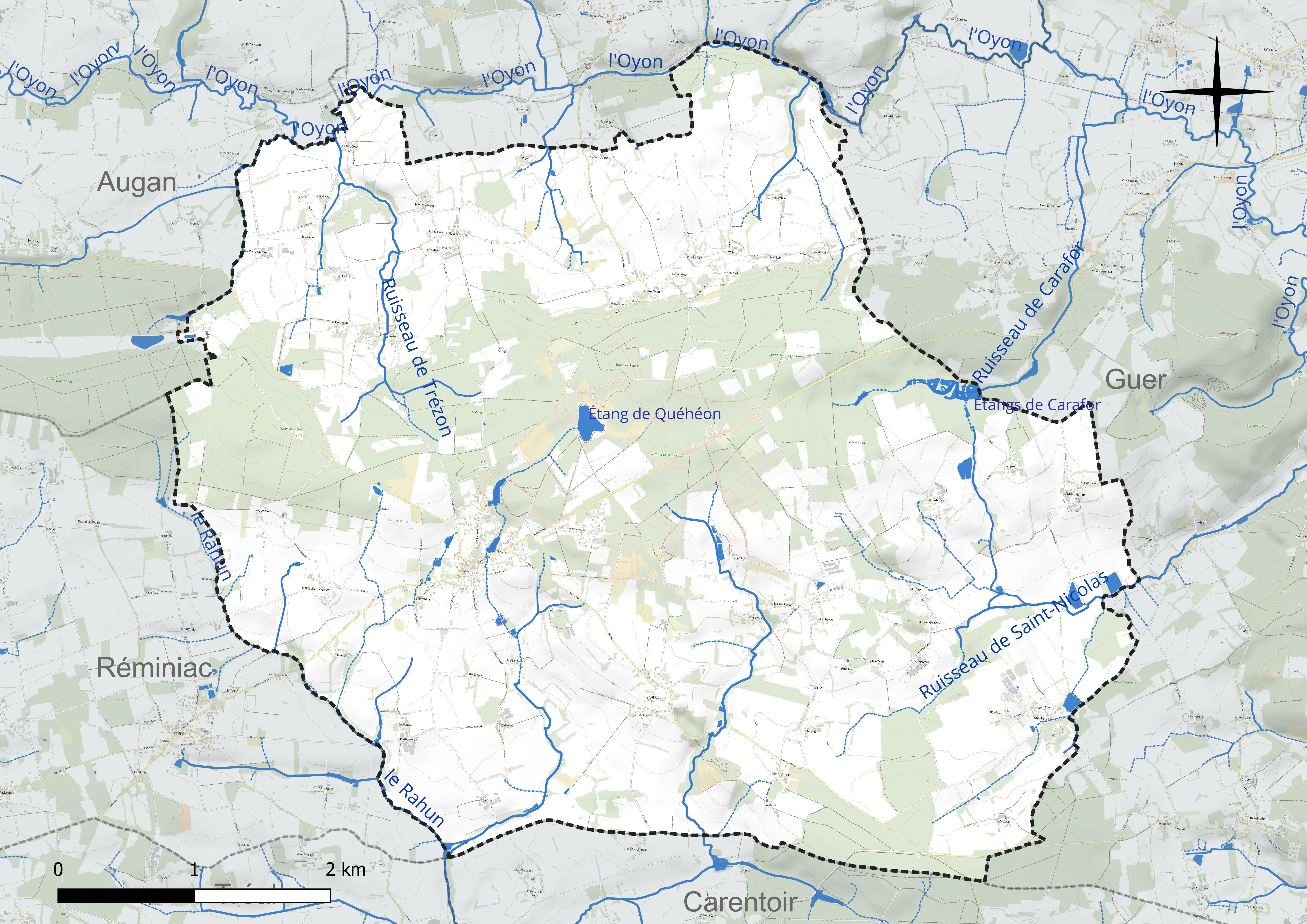
Carte du réseau hydrographique de la commune de Monteneuf.

Monteneuf est une zone de divergence hydrographique : plusieurs petits cours d'eau, partant dans toutes les directions, y ont leur source et servant aussi pour certains de limite communale : le Rahun, qui coule vers le sud, sert de limite avec Réminiac ; c'est un affluent de l'Aff, donc un sous-affluent de l'Oust ; le Rahun a des petits affluents qui drainent la partie sud de la commune, le principal étant le Ruisseau de Beauce qui passe plus en aval par Carentoir. Le nord et l'est de la commune sont traversés par des affluents de rive droite de l'Oyon : le Ruisseau de Trézon, qui coule vers le nord dans la partie nord-ouest de la commune, le Ruisseau de Carafor et le Ruisseau de Saint-Nicolas, qui coulent vers l'est dans la partie orientale de la commune. L'Oyon lui-même longe un instant la commune, servant un temps de limite avec Porcaro. Tous ces cours d'eau font partie du bassin hydrographique de la Vilaine.
L'étang de Quéhéon est entouré d'un circuit pédestre de 2,8 km; d'autres étangs se trouvent dans la commune, notamment les étangs de Carafor et ceux de Pouilo.

### Hydrographie
Pour un article plus général, voir Réseau hydrographique du Morbihan.
La commune est située dans le bassin Loire-Bretagne. Elle est drainée par l'Oyon, le Rahun, le ruisseau de Saint-nicolas, le ruisseau du Veau lorient, le ruisseau de Carafor, le ruisseau de Trézon et divers autres petits cours d'eau,.
L'Oyon, d'une longueur de 32 km, prend sa source dans la commune de Campénéac et se jette  dans l'Aff  à Guer, après avoir traversé cinq communes. 
Le Rahun, d'une longueur de 20 km, prend sa source dans la commune de Réminiac et se jette  dans l'Aff  à La Gacilly, après avoir traversé cinq communes. 

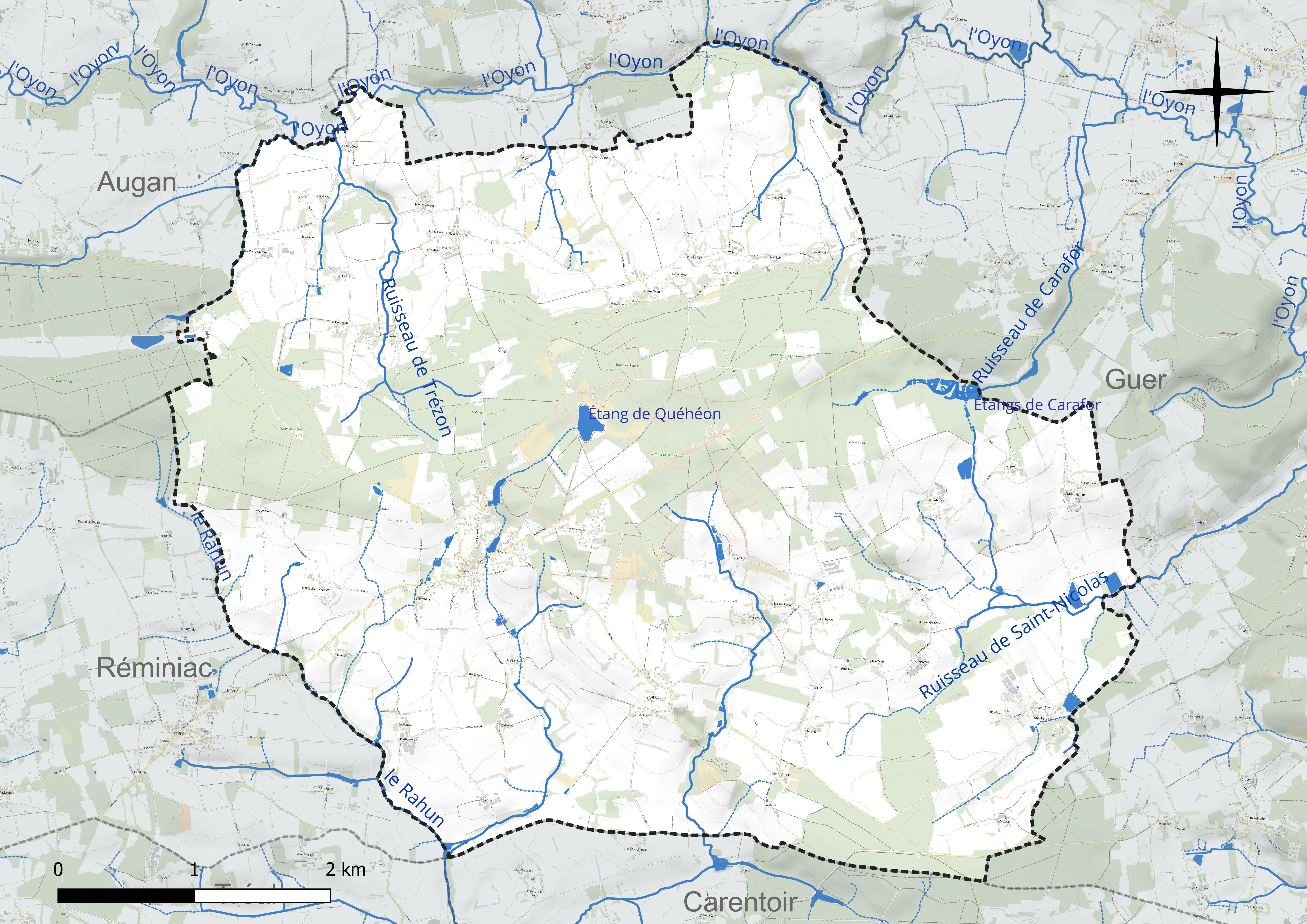
Réseau hydrographique de Monteneuf.

Deux plans d'eau complètent le réseau hydrographique : les étangs de Carafor, d'une superficie totale de 3,7 ha (3,67 ha sur la commune) et l'étang de Quéhéon (2,92 ha),.

### Climat
Pour des articles plus généraux, voir Climat de la Bretagne et Climat du Morbihan.
En 2010, le climat de la commune est de type climat océanique franc, selon une étude du CNRS s'appuyant sur une série de données couvrant la période 1971-2000. En 2020, Météo-France publie une typologie des climats de la France métropolitaine dans laquelle la commune est exposée à un climat océanique et est dans la région climatique  Bretagne orientale et méridionale, Pays nantais, Vendée, caractérisée par une faible pluviométrie en été et une bonne insolation. Parallèlement l'observatoire de l'environnement en Bretagne publie en 2020 un zonage climatique de la région Bretagne, s'appuyant sur des données de Météo-France de 2009. La commune est, selon ce zonage, dans la zone « Intérieur Est », avec des hivers frais, des étés chauds et des pluies modérées.
Pour la période 1971-2000, la température annuelle moyenne est de 11,3 °C, avec une amplitude thermique annuelle de 12,9 °C. Le cumul annuel moyen de précipitations est de 820 mm, avec 13 jours de précipitations en janvier et 6,5 jours en juillet. Pour la période 1991-2020, la température moyenne annuelle observée sur la station météorologique la plus proche, située sur la commune de Guer à 8 km à vol d'oiseau, est de 12,3 °C et le cumul annuel moyen de précipitations est de 872,7 mm,. Pour l'avenir, les paramètres climatiques de la commune estimés pour 2050 selon différents scénarios d'émission de gaz à effet de serre sont consultables sur un site dédié publié par Météo-France en novembre 2022.

### Transports
Monteneuf est traversé par la D 766, ancienne route nationale 776 déclassée allant de Vannes au Mont-Saint-Michel via Malestroit, Réminiac, Guer et Rennes.
La commune est aussi desservie par la D 171 qui vient de Carentoir, la D 124 de Porcaro et la D118a qui se dirige vers Ploërmel.

### Paysages et habitat
Monteneuf présente, du moins dans ses parties cultivées, un paysage agraire traditionnel de  bocage avec un habitat dispersé en écarts formés de hameaux et fermes isolées. Landes et bois occupent les parties les plus élevées du finage communal.
Éloignée des grands centres urbains, la commune a conservé son caractère rural, échappant pour l'essentiel à la rurbanisation, sauf aux alentours du bourg et à l'est de la Tremblais.

## Urbanisme

### Typologie
Au 1er janvier 2024, Monteneuf est catégorisée commune rurale à habitat très dispersé, selon la nouvelle grille communale de densité à sept niveaux définie par l'Insee en 2022.
Elle est située hors unité urbaine. Par ailleurs la commune fait partie de l'aire d'attraction de Guer, dont elle est une commune de la couronne,. Cette aire, qui regroupe 9 communes, est catégorisée dans les aires de moins de 50 000 habitants,.

### Occupation des sols
L'occupation des sols de la commune, telle qu'elle ressort de la base de données européenne d’occupation biophysique des sols Corine Land Cover (CLC), est marquée par l'importance des territoires agricoles (69,9 % en 2018), en augmentation par rapport à 1990 (68,9 %). La répartition détaillée en 2018 est la suivante : 
terres arables (47,9 %), forêts (28,8 %), zones agricoles hétérogènes (15,7 %), prairies (6,3 %), zones urbanisées (1,3 %). L'évolution de l’occupation des sols de la commune et de ses infrastructures peut être observée sur les différentes représentations cartographiques du territoire : la carte de Cassini (XVIIIe siècle), la carte d'état-major (1820-1866) et les cartes ou photos aériennes de l'IGN pour la période actuelle (1950 à aujourd'hui).

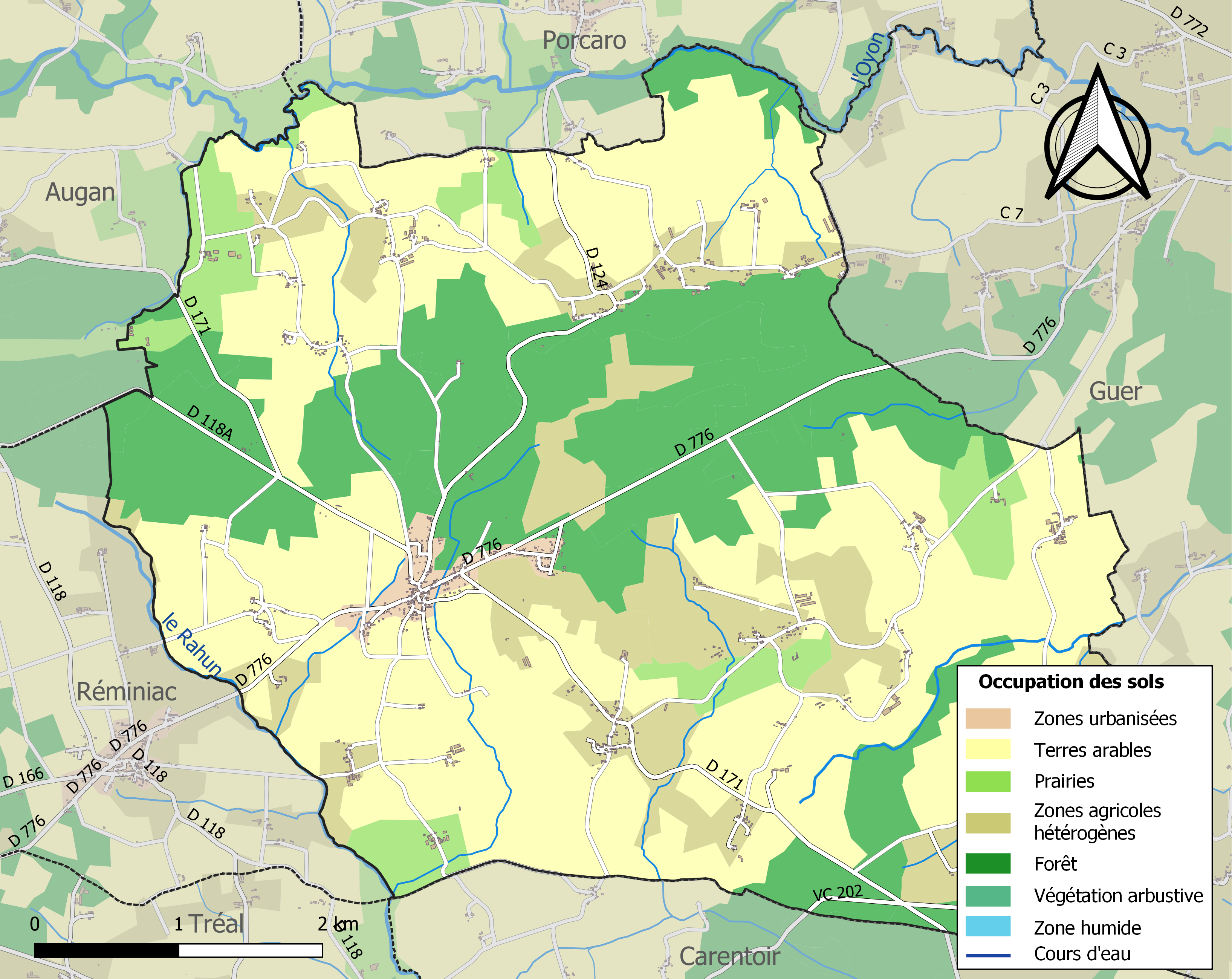
Carte des infrastructures et de l'occupation des sols de la commune en 2018 (CLC).

## Toponymie
Le nom de la commune est attesté sous la forme Monteneuc (sans date).
Monteneuc signifie « l'oratoire de Tinoc ou Tenoc ». Bernard Tanguy et Léon Fleuriot émettent cependant l'hypothèse que Monteneuc est le doublet bretonnisé d'un toponyme attesté en -acum, Montennac (au XIe siècle, aujourd'hui Montonac),. Le suffixe -acum (autrement -acon) est un suffixe localisant à l'origine, puis une marque de propriété. Il est équivalent du suffixe brittonique -ōgon > -og > -oc > -euc. Ils sont tous les deux issus du proto-celtique *āko-. Dans ce cas Monteneuc / Montennac sont homonymes de Montagnac, Montigny, etc.
Remarque : dans la prononciation locale le -c final de -euc s'est amuï (comme dans Morieux, désigné encore Morieuc en 1654), c'est pourquoi la syllabe finale -neu- a été perçue comme représentant l'adjectif neuf, prononcé anciennement neu, d'où cette réfection en Monteneuf, identique semble-t-il à celle de Rothéneuf, désigné Roteneuc et Rosteneuc au XVIe siècle. L'attraction paronymique a joué dans ce cas, mais on attendrait un *Montneuf, car Monteneuf n'a pas de sens en français. 
Monteneg en breton, -eg étant la graphie moderne en breton pour désigner les toponymes en -ec, plus anciennement -euc, issu de l'ancien breton -oc.

## Histoire

### Préhistoire

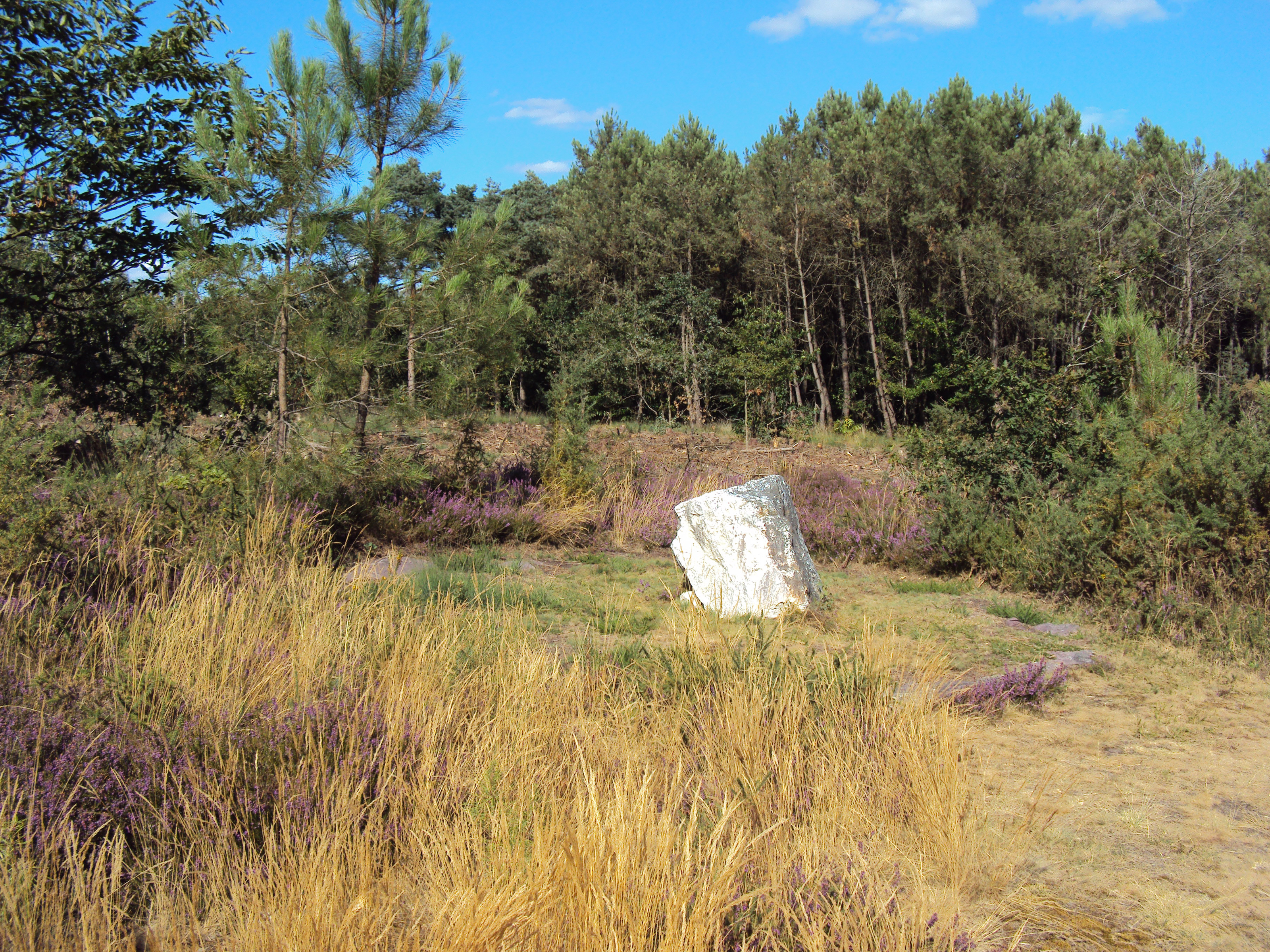
Vue générale du site de « La Roche Blanche » près de Monteneuf (Morbihan - 56).

La région de Monteneuf a été occupée depuis très longtemps comme en témoigne les très importants sites mégalithiques dont le plus connu est celui du domaine des « Pierres droites », constitué de 42 menhirs debout, qui constitue probablement le second en France après Carnac et de plusieurs centaines couchés et plus ou moins enterrés. Le contexte géologique de ces alignements (la roche est du schiste violacé) a été étudié par Yannick Lecerf, qui a fouillé le site entre 1986 et 1995.
Ces alignements datent du Néolithique, mais furent détruits vers l'an mil, Probablement sur ordre des autorités religieuses de l'époque, beaucoup étant enfouis dans la terre, si bien qu'en 1989 3 monolithes seulement étaient debout et une vingtaine, couchés dans la lande, répertoriés ; à la suite des recherches effectuées depuis à l'initiative de Yann Lecerf, 420 monolithes ont été trouvés et une quarantaine relevés.
Disséminés aux alentours, d'autres monuments en plus ou moins bon état de conservation (comme les allées couvertes de « La Loge Morinais » (grande allée couverte de 14 m de long, en schiste pourpré) et celle nommée « Les Bordouées » (allée couverte de 8 m de long sur 1,50 m de large, précédée d'un vestibule) ou le tertre de « La Roche Blanche ») confirment l'importance de ce site néolithique dans le paysage du mégalithisme armoricain.
Celle de la Grée-Basse se trouve dans un petit bosquet à 2,6 km à l'est du bourg ; elle a été découverte vers 1950 et fouillée en 1976.
D'autres menhirs sont identifiés dans la commune, l'un à la Verrie (menhir de la Pierre Liée, haut de 4,80 m et large de 4,60 m), un autre au Pouiho ; celui du Cholet, aussi nommé "Moine de Coëtplan", en schiste violet, est haut de 4,30 m. « De temps immémorial le feu de la Saint-Jean s'allume à son pied ».
Le polissoir de Trézon est un bloc de grès violacé haut de 1,50 m, large de 0,70 m et épais de 30 cm, qui porte notamment des rainures de  polissage.

### Antiquité
Le site  était à la croisée des voies romaines venant de Condate Riedonum (Rennes) et Juliomagus (Angers) et allant vers Darioritum (Vannes) d'une part et Vorgium (Carhaix) d'autre part, celle-ci étant connue par la suite comme Chaussée d'Ahès (son tracé longe la limite sud, avec Carentoir, de la commune).
Un camp retranché se trouve à la Ville-au-Comte, près de la voie romaine de Rennes à Carhaix. selon François-Marie Cayot-Délandre, en 1847 il était encore « accompagné de plusieurs redoutes et bordé de parapets énormes ».

### Moyen-Âge
Un prieuré bénédictin dépendant de l'Abbaye de Marmoutier existait en 1137 à Monteneuf.

### Temps modernes

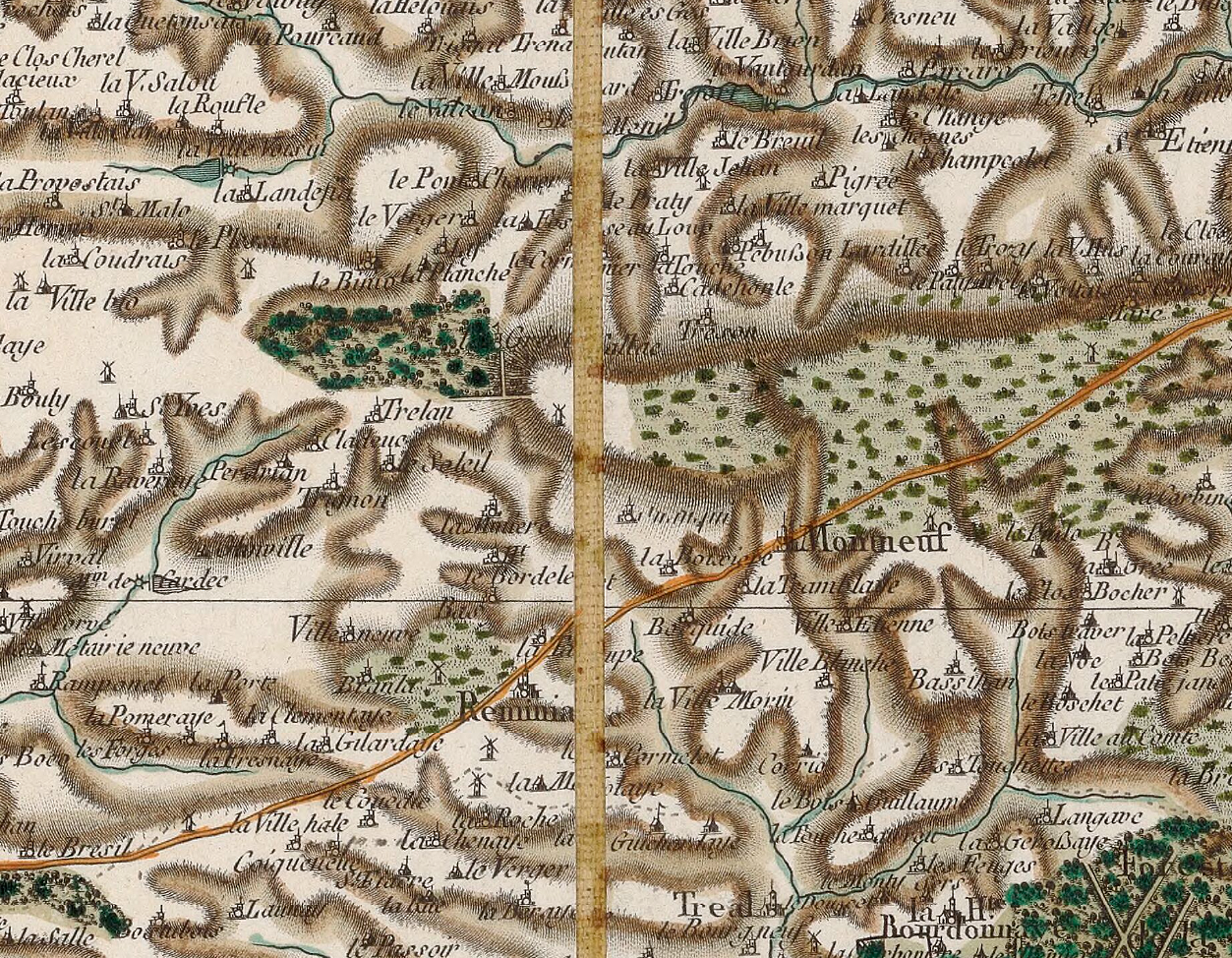
Carte de Cassini de la trève de Monteneuf (1785).

Monteneuf était une trève de la paroisse de Guer.

### Révolution française
Monteneuf devient une commune en 1790 et une paroisse indépendante après le Concordat de 1801. La commune est incorporée dans le canton de Guer et dans l'arrondissement de Ploërmel jusqu'à sa suppression en 1926, puis dans l'arrondissement de Vannes.
Le 19 floréal an IV (8 mai 1796) l'adjudant général Simon, sorti de Rennes avec des forces supérieures en nombre, trouva des Chouans au château de la Bourdonnaye en Carentoir et les poursuivit jusqu'à Ploërmel via Tréal, Monteneuf, Reminiac, Caro et Monterrein.

### LeXIXesiècle
A. Marteville et P. Varin décrivent ainsi Monteneuf en 1853 :

« Monteneuf : commune formée de l'ancienne trève de Guer ; aujourd'hui succursale. (..) Principaux villages : la Ville-Marqué, la Touche, la Bouexière, la Tremblais, Villeblanche, Bassihan, le Bois-Travais, Saint-Méen, la Corbinais, la Villehue, la Voltais, Tréson, la Grée-Callac, Pebusson. Superficie totale 2 994 hectares, dont (..) terres labourables 969 ha, prés et pâturages 228 ha, bois 52 ha, vergers et jardins 43 ha, landes et incultes 1 572 ha, étangs 4 ha, châtaigneraies 27 ha (..) Moulins des Grées, de la Grée-Callac, de Pibourg, de Roulets, de Guelhuis, à vent ; de Mourie, à eau. Cette commune est traversée de l'est à l'ouest par la route de Guer à Malestroit. Géologie : schiste argileux ; ardoisière à la Grée-Callac. On parle le français [en fait le gallo]. »

En 1859 la création de la commune de Porcaro entraîne la perte pour Monteneuf, ainsi que pour Augan et Guer, d'une partie de leur territoire.
En juin 1882 les conseils municipaux de Campénéac, Monteneuf et Augan refusent toue subvention à la caisse des écoles et émettent le vœu suivant : « Le conseil municipal, faisant droit à la demande des habitants de la commune, réclame de la façon la plus absolue que l'enseignement religieux continue, comme par le passé, à être donné dans les écoles ».
En octobre 1885 le maire (le vicomte du Bot), l'adjoint et le conseil municipal de Monteneuf envoient leur démission au préfet du Morbihan pour protester contre la laïcisation de l'école « effectuée à leur insu et contrairement à leur désir » ; le préfet a immédiatement suspendu le maire de ses fonctions ; le maire est révoqué le 1er octobre 1885.

### LeXXesiècle

#### La Belle Époque
Le 8 février 1907 un incendie détruisit  trois maisons et fit un mort, un vieillard de 84 ans, dans le hameau de Trézon en Monteneuf.

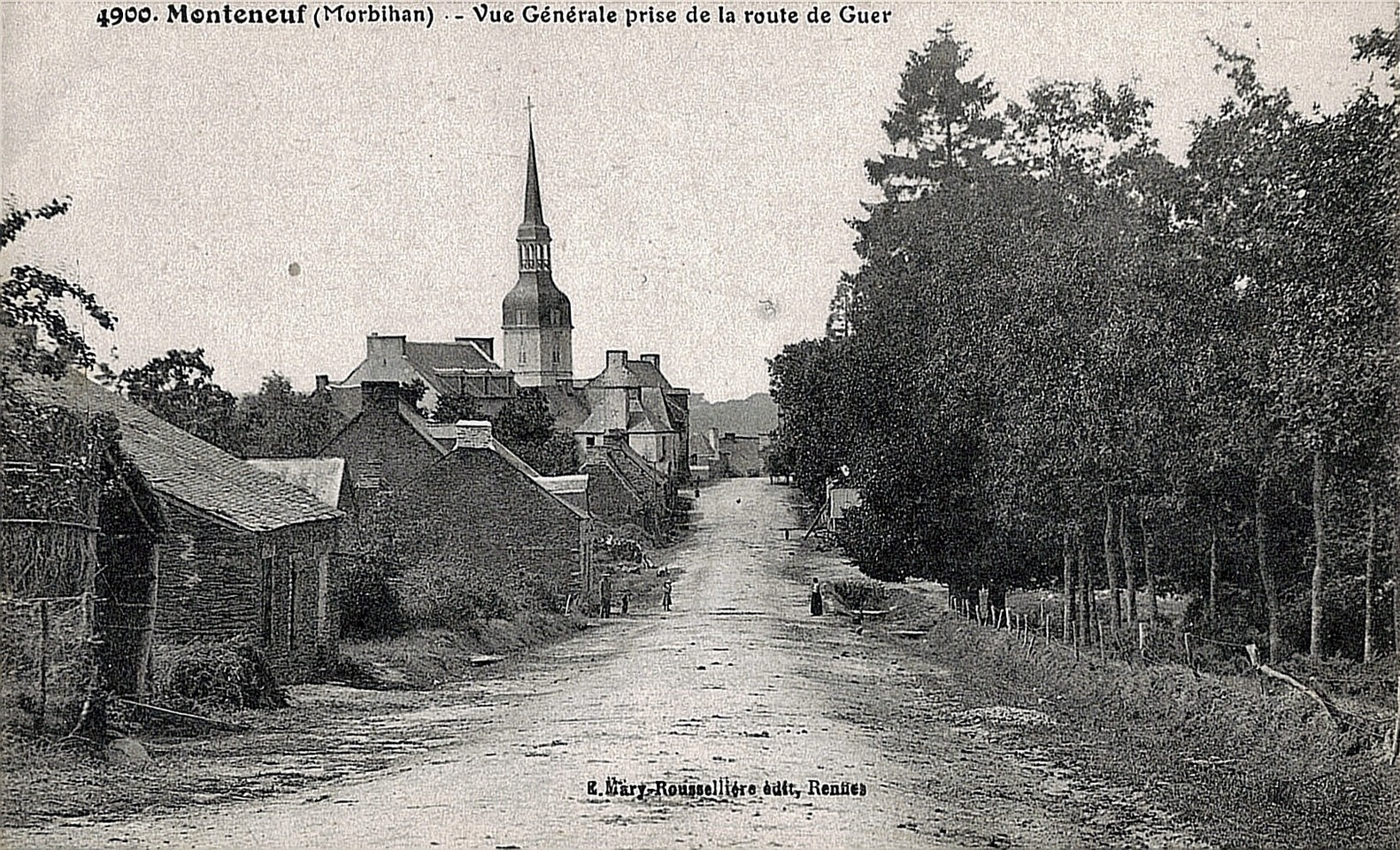
Monteneuf ː le bourg vu depuis la route de Guer au début du XXe siècle (carte postale).
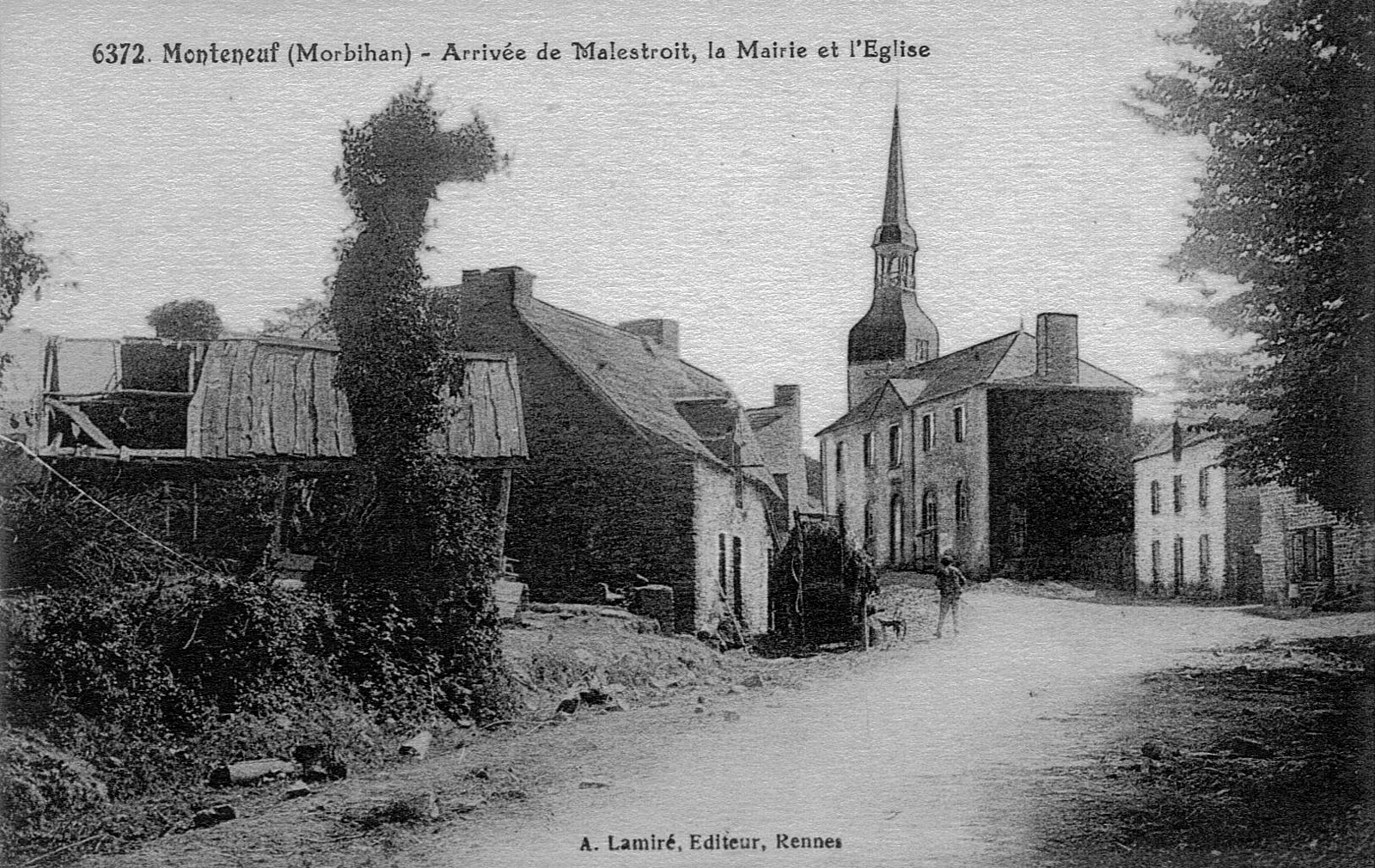
Monteneuf ː le bourg vu de la route de Malestroit au début du XXe siècle (carte postale).
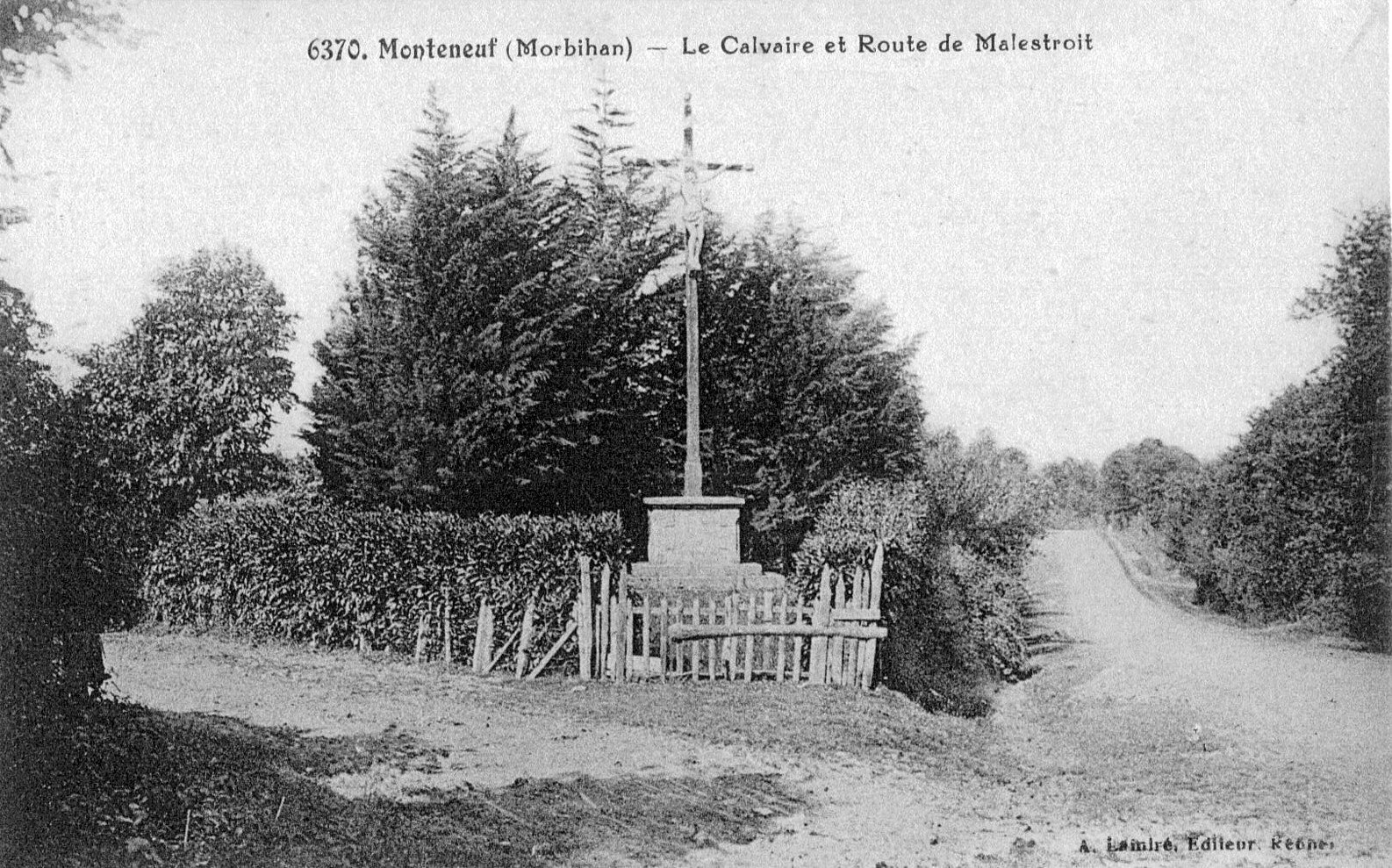
Monteneuf ː le calvaire et la route de Malestroit au début du XXe siècle (carte postale).

#### La Première Guerre mondiale
« Sur 483 personnes mobilisables, des hommes valides âgés de 20 à 48 ans, 350 ont été mobilisés. Un choc pour une si petite commune » déclare en 2018 Armel Huet, alors maire de la commune ; plus du quart de la population totale a été  mobilisé.
Treize morts qui avaient été oubliés par l'histoire ont eu leurs noms rajoutés sur le monument aux morts en 2018.
Le monument aux morts de Monteneuf porte les noms de 81 soldats morts pour la France pendant la Première Guerre mondiale ; parmi eux Pierre Costard à Maissin et Denis Bilard à Rossignol, tous les deux tués à l'ennemi, sont morts le même jour (22 août 1914) en Belgique et sont les deux premiers morts de la guerre de la commune ; Joseph Sourger est mort en captivité en Allemagne en 1915 ; Michel Bahon est mort des suites de ses blessures en Serbie en 1915 et Joseph Binio de maladie à Salonique (Grèce) en 1916 ; la plupart des autres sont morts sur le sol français.

#### L'Entre-deux-guerres
Le conseil municipal, présidé par M. De la Voltais, vote le 9 juin 1921
une somme de 4 000 francs pour l'érection du monument aux morts. Le nouveau maire élu le 25 septembre 1921 écrit le 10 février 1922 aux services de la préfecture que l'ancienne municipalité hésitait à abandonner le projet ou à le différer en raison de sa cherté, la commune ne pouvant financer une somme plus importante.
Lors des élections législatives de 1925 le maire Henry du Bot fait battre la campagne par des partisans qui annoncent « la révolution prochaine, la destruction de la religion, (..) ». « Pour certains hameaux acquis au candidat républicain, les conservateurs accordent aux habitants le droit de se servir en bois de construction sur les propriétés du maire. Ces pratiques lui assurent de confortables réélections jusqu'à sa mort en 1941 ».
En 1933 Monteneuf n'a toujours pas l'électricité. Le journal L'Ouest-Éclair écrit : « Nous avions parlé il y a quelque temps de l'électrification du bourg de Monteneuf ; nous pensions que la municipalité de cette commune aurait pris note de notre observation et qu'enfin elle se serait décidée à installer l'électricité. Malheureusement, il n'en est encore rien, et il est vraiment navrant de voir les petites communes avoisinantes avoir l'électricité, même en pleine campagne, alors que le bourg même de Monteneuf reste toujours dans les ténèbres ».
Le 20 mars 1936 décède le comte Paul du Pontavice du Vaugarni ; il fut engagé volontaire lors de la Guerre de 1870 et décoré de la Médaille commémorative de 1870.

#### La Seconde Guerre mondiale
Le monument aux morts de Monteneuf porte les noms de 4 personnes mortes pour la France pendant la Seconde Guerre mondiale ; parmi eux Félix Payen, soldat du 6e régiment étranger d'infanterie, décédé de maladie le 22 avril 1940 en Algérie ; Jean Perrinel, décédé des suites de ses blessures le 23 mai 1940 à Béthune lors de la Campagne de France.
En juin 1944 le château  de la Grée de Callac fut un lieu de transit et de refuge après  les combats du maquis de Saint-Marcel pour les FFI et les SAS ; le 9 juillet 1944, des résistants FFI, les frères Jacques et Paul Sévène, âgés respectivement de 23 et 21 ans, Léon Jacquin, 25 ans (tous les trois originaires de Carnac), ainsi que André Careille, 30 ans, garde du château de la Grée de Callac, furent fusillés par des soldats allemands à Monteneuf, ainsi que René Plantard, soldat parachutiste. Joseph Leclerc, 62 ans et Émile Chérel, 22 ans, victimes civiles, furent tués en représailles à leur domicile. Les corps des deux frères Sévère et de Léon Jacquin furent retrouvés dans une fosse commune à la Fosse aux Loups en Monteneuf.

#### L'Après Seconde Guerre mondiale
En octobre 1945 un centre de pré-apprentissage avec internat pour adolescentes ouvre dans le château de la Grée de Callac, proposant des formations en enseignement ménager, coup, couture et broderie.
Yvan de Turgy d'Estrées (Saint-Cyrien, capitaine au 6e bataillon de chasseurs laotiens, Croix de guerre 1939-1945, Croix de Guerre des TOE avec Palme) est mort pour la France le 14 septembre 1950 au Laos lors de la Guerre d'Indochine et Ernest Bahon en 1961 pendant la Guerre d'Algérie.
Un incendie survenu en 1976 dans les landes de Monteneuf (Landes des cinq chemins et Lande de Rousse), couvertes d'un maigre espace boisé, dégageait quelques monolithes du couvert végétal. Encouragées par le maire, Joseph Orhan, des campagnes de prospection recensent alors des dizaines de mégalithes et des traces nombreuses d'occupation gallo-romaine sur le site.

### LeXXIesiècle

#### La nouvelle mairie et les querelles sémantiques
La nouvelle mairie est inaugurée le 18 janvier 2020, mais donne lieu immédiatement à des querelles sémantiques. Le 28 octobre 2020, à la suite de l'élection d'une nouvelle municipalité, la devise de la République, « Liberté, Égalité, Fraternité », est réapparue sur le fronton de la mairie de Monteneuf, remplaçant la devise que l’ancienne équipe municipale avait choisi de remanier par : « Liberté, Égalité, Solidarité ». Le maire Yann Yhuel est aussi revenu sur une autre décision de la municipalité précédente, dirigée par Daniel Huet, en remplaçant l'écriture inclusive de la salle des associations, initialement dénommée "La Commune maison pour tout.e.s" par "La Commune, maison pour tous". Ces décisions ont entraîné des polémiques entre Yann Yhuel et Daniel Huet.

#### La modification de gestion des Menhirs de Monteneuf
Le 29 juin 2023 De l'Oust à Brocéliande Communauté a décidé de gérer directement en régie les Menhirs de Monteneuf, à compter du 1er janvier 2024, au grand dam des salariés de l’association "les Landes" qui avait assuré sa gestion pendant 22 ans.

## Politique et administration

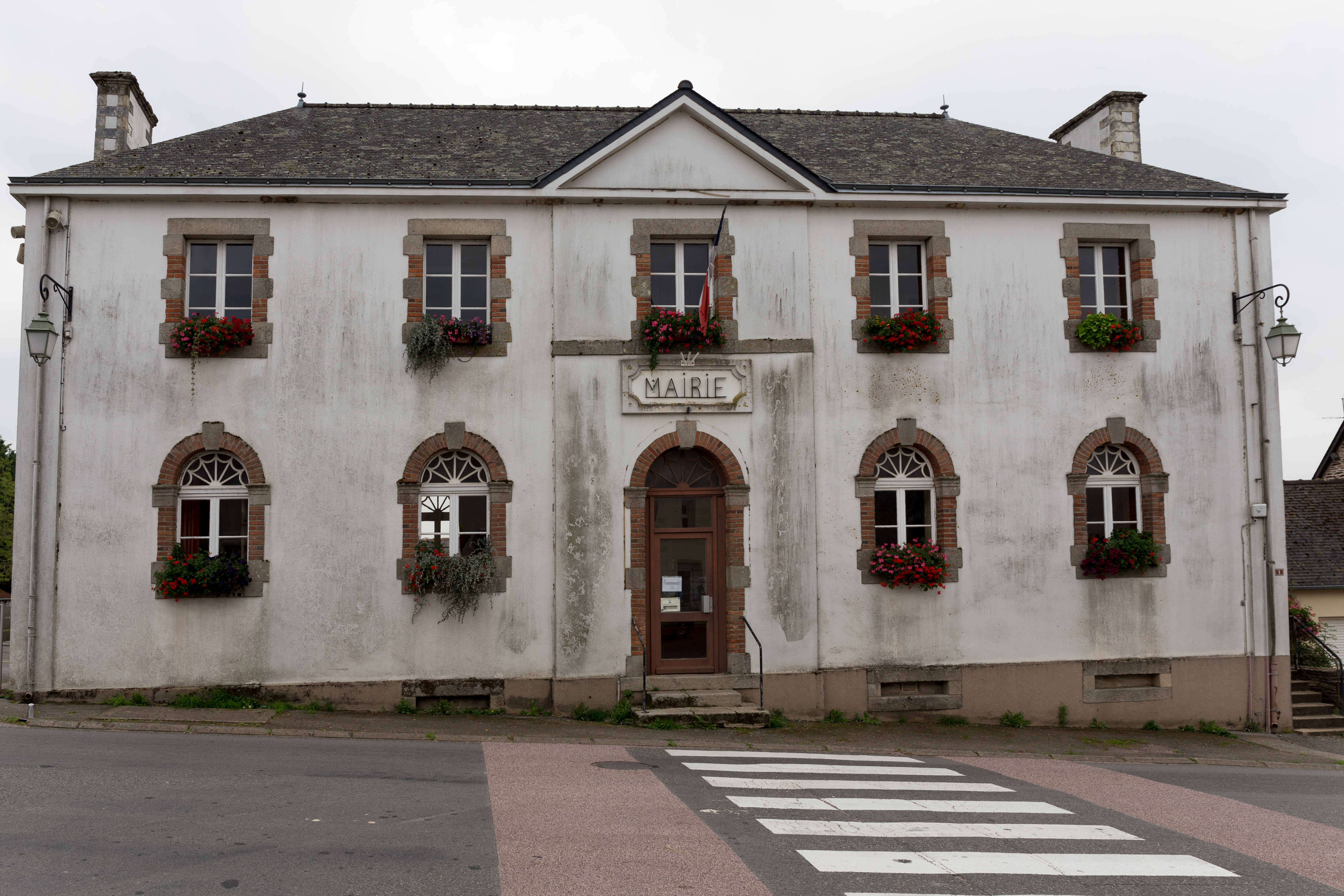
Le mairie de Monteneuf.

| Période                                  | Période     | Identité                       | Étiquette | Qualité |
| ---------------------------------------- | ----------- | ------------------------------ | --------- | --- |
| 1793                                     | 1798        | Pierre Joubin                  |           | Maire et agent municipal. |
| 1800                                     | 1803        | Yves Perret                    |           | Laboureur. |
| 1804                                     | 1816        | Jean Boschet                   |           | Cultivateur. |
| 1816                                     | 1819        | Alexis de Bellouan             |           | Habitait le château de la Ville Blanche. |
| 1819                                     | 1830        | Ferdinand de Sagazan           |           | Ancien Colonel Premier Adjudant-Général du Grand Etat-Major de l'Armée catholique et royale de Bretagne. Major de la 7e légion des Gardes Nationales du Morbihan en 1816. Chevalier de l'Ordre royal de la Légion d'honneur. |
| 1830                                     | 1842        | Bahon                          |           | |
| 1842                                     | 1846        | François Tudo                  |           | Laboureur. |
| 1847                                     | 1848        | Pierre Motais                  |           | |
| 1848                                     | 1852        | Anselme Harda                  |           | Laboureur. |
| 1852                                     | 1859        | Mathurin Huet                  |           | |
| 1859                                     | 1885        | Charles du Bot                 |           | Comte. Rentier. Révoqué le 1er octobre 1885. |
| 1886                                     | 1890        | François Hardat                |           | Laboureur. |
| 1890                                     | après 1904  | Hippolyte du Bot               |           | Vicomte. Avocat. Fils de Charles du Bot, maire avant 1885. |
|                                          | 1921        | Raoul Le Provost de La Voltais |           | Habitait le château de la Voltais. |
| avant 1925                               | 1941        | Henry du Bot                   |           | Comte. Fils d'Hippolyte du Bot. Président des combattants 1914-1918. Marié le 9 juin 1938 à Cesson avec Marguerite Gardin du Boisdulier                                                                                      |
|                                          |             |                                |           | |
| après 1968                               | avant 1979  | Clément Danion                 |           | Crée le 8 octobre 1968 la section U.N.C. de Monteneuf. |
|                                          | avant 1995  | Joseph Orhan                   |           | Agriculteur. Passionné d'archéologie. |
|                                          |             |                                |           | |
| mars 2001                                | 26 mai 2020 | Daniel Huet                    | PS        | Ancien Directeur centre social de Guer. |
| 26 mai 2020                              | En cours    | Yann Yhuel                     |           | |
| Les données manquantes sont à compléter. |             |                                |           | |

## Démographie
L'évolution du nombre d'habitants est connue à travers les recensements de la population effectués dans la commune depuis 1793. Pour les communes de moins de 10 000 habitants, une enquête de recensement portant sur toute la population est réalisée tous les cinq ans, les populations de référence des années intermédiaires étant quant à elles estimées par interpolation ou extrapolation. Pour la commune, le premier recensement exhaustif entrant dans le cadre du nouveau dispositif a été réalisé en 2007.

En 2022, la commune comptait 760 habitants, en évolution de −0,52 % par rapport à 2016 (Morbihan : +3,82 %, France hors Mayotte : +2,11 %).
| 1793  | 1800  | 1806  | 1821  | 1831  | 1836  | 1841  | 1846  | 1851  |
| ----- | ----- | ----- | ----- | ----- | ----- | ----- | ----- | ----- |
| 1 140 | 1 066 | 1 166 | 1 281 | 1 043 | 1 087 | 1 041 | 1 221 | 1 200 |

| 1856  | 1861  | 1866  | 1872  | 1876  | 1881  | 1886  | 1891  | 1896  |
| ----- | ----- | ----- | ----- | ----- | ----- | ----- | ----- | ----- |
| 1 254 | 1 231 | 1 221 | 1 200 | 1 276 | 1 284 | 1 367 | 1 303 | 1 341 |

| 1901  | 1906  | 1911  | 1921  | 1926  | 1931  | 1936  | 1946  | 1954 |
| ----- | ----- | ----- | ----- | ----- | ----- | ----- | ----- | ---- |
| 1 313 | 1 282 | 1 260 | 1 103 | 1 109 | 1 087 | 1 121 | 1 094 | 938  |

| 1962 | 1968 | 1975 | 1982 | 1990 | 1999 | 2006 | 2007 | 2012 |
| ---- | ---- | ---- | ---- | ---- | ---- | ---- | ---- | ---- |
| 923  | 842  | 805  | 722  | 713  | 660  | 707  | 713  | 763  |

| 2017 | 2022 | - | - | - | - | - | - | - |
| ---- | ---- | - | - | - | - | - | - | - |
| 756  | 760  | - | - | - | - | - | - | - |

## Culture et patrimoine

### Lieux et monuments
- la réserve naturelle régionale des Landes de Monteneuf, classée réserve naturelle régionale en juillet 2013[62] appelée aussi "Espace Remarquable de Bretagne des Landes de Monteneuf" ;
  - elle inclut le domaine mégalithique des Pierres droites et le polissoir de Trézon.

Le site des “ Menhirs de Monteneuf ” a été entièrement réhabilité en 2013-2014 (construction d’un bâtiment d'accueil et création d'un sentier d'interprétation de 1,5 km), le site se visite librement (un "circuit des mégalithes", partant de ce site archéologique, est balisé sur plus de 14 km.) ; toutefois des guides sont présents en été et proposent de nombreuses animations.
- le château de la Grée de Callac, château néo-Renaissance, construit à la fin du XIXe siècle et inscrit monument historique par arrêté du 20 décembre 1990[64] ;

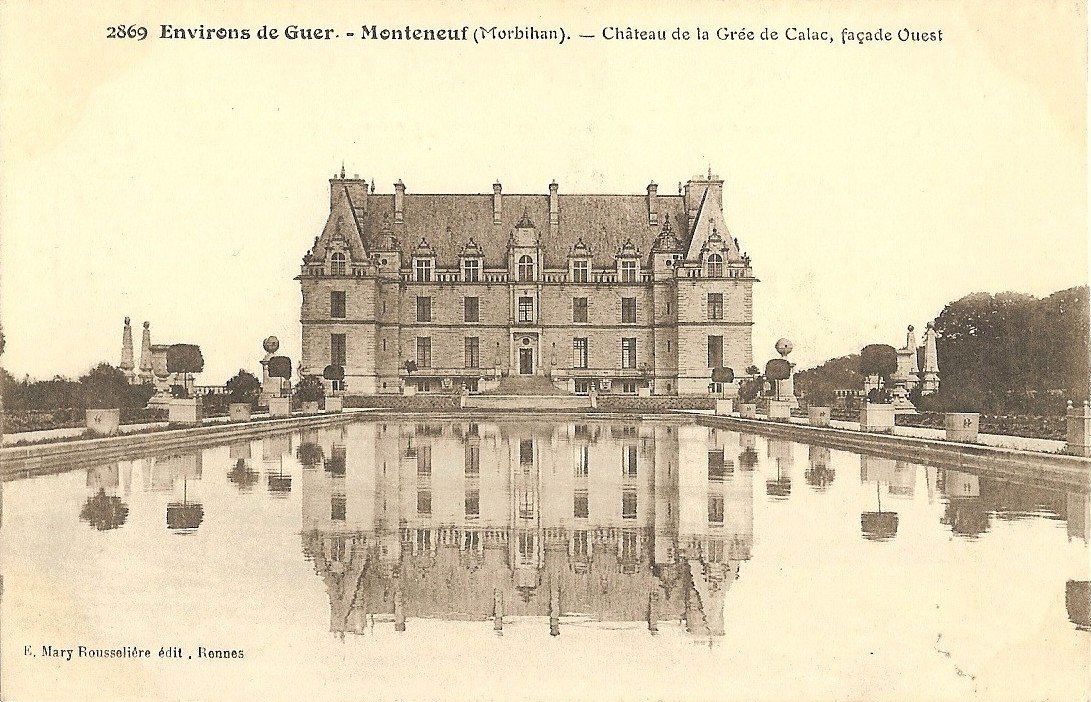
Le château de la Grée de Callac (façade ouest) au début du XXe siècle (carte postale).
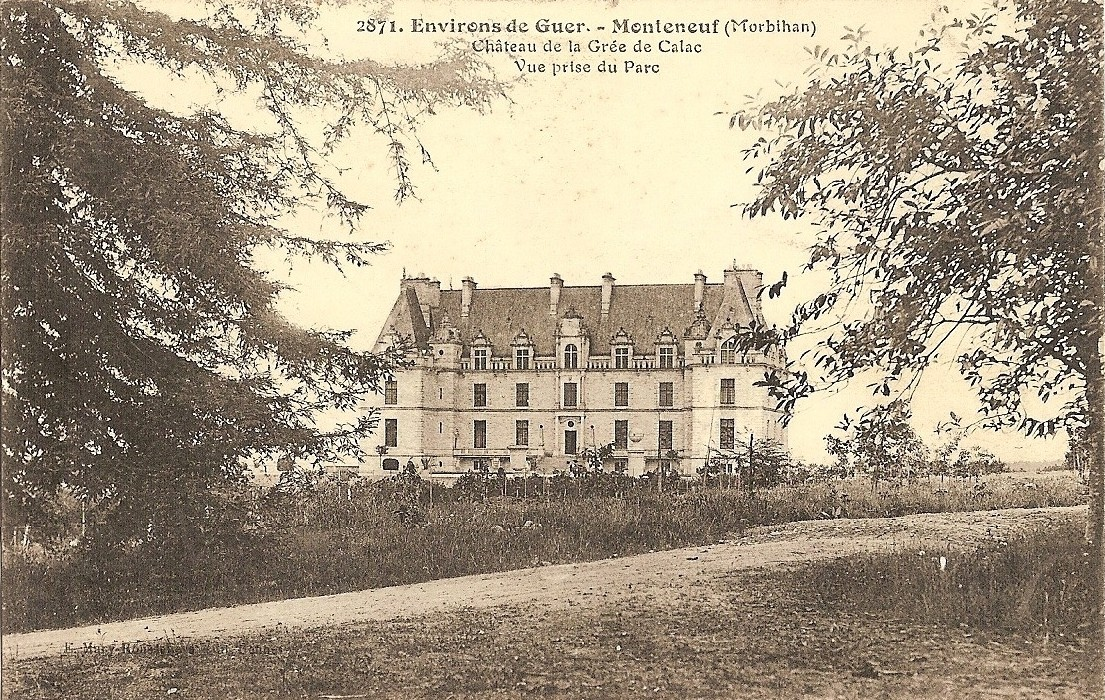
Le château de la Grée de Callac vu du parc au début du XXe siècle (carte postale).
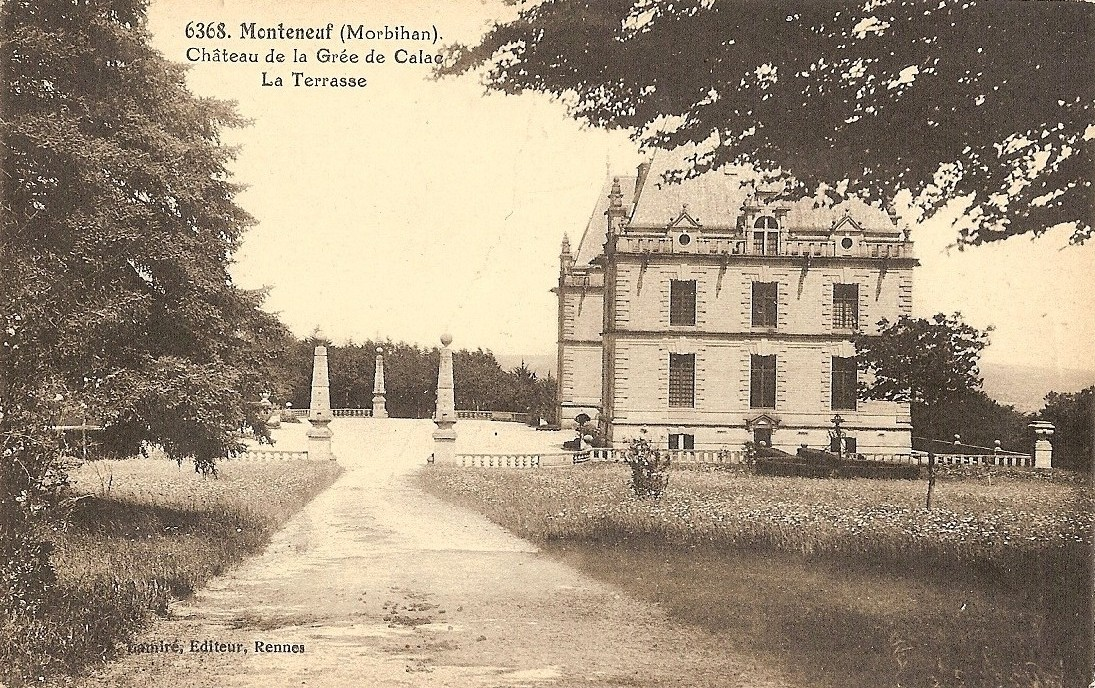
Le château de la Grée de Callac (la terrasse) au début du XXe siècle (carte postale).
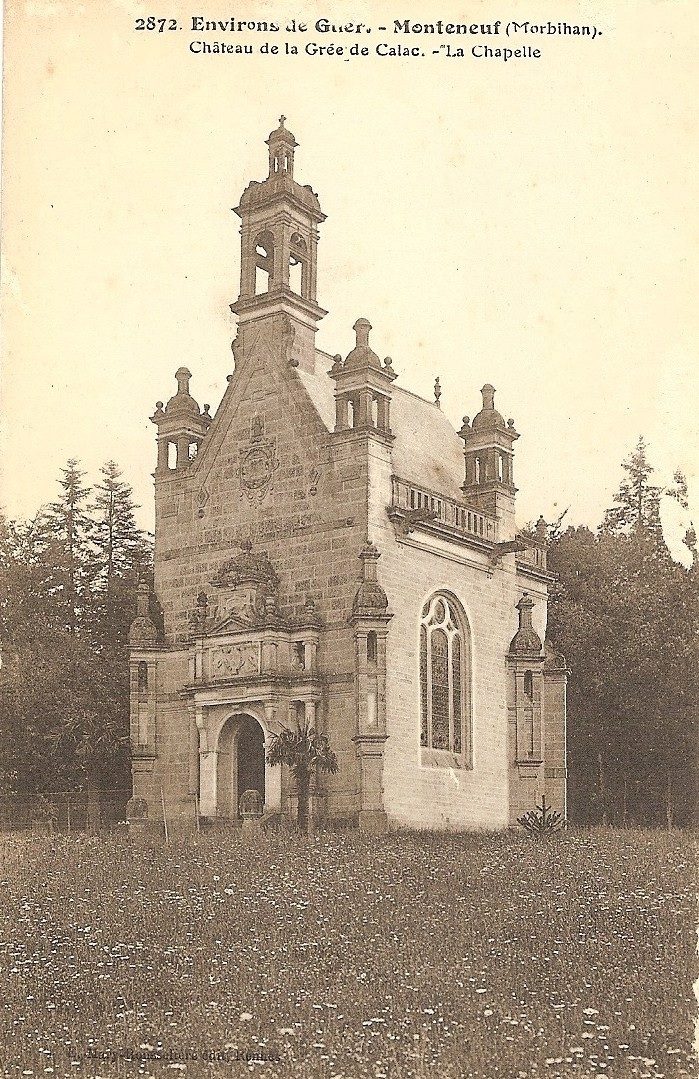
La chapelle du château de la Grée de Callac au début du XXe siècle (carte postale).

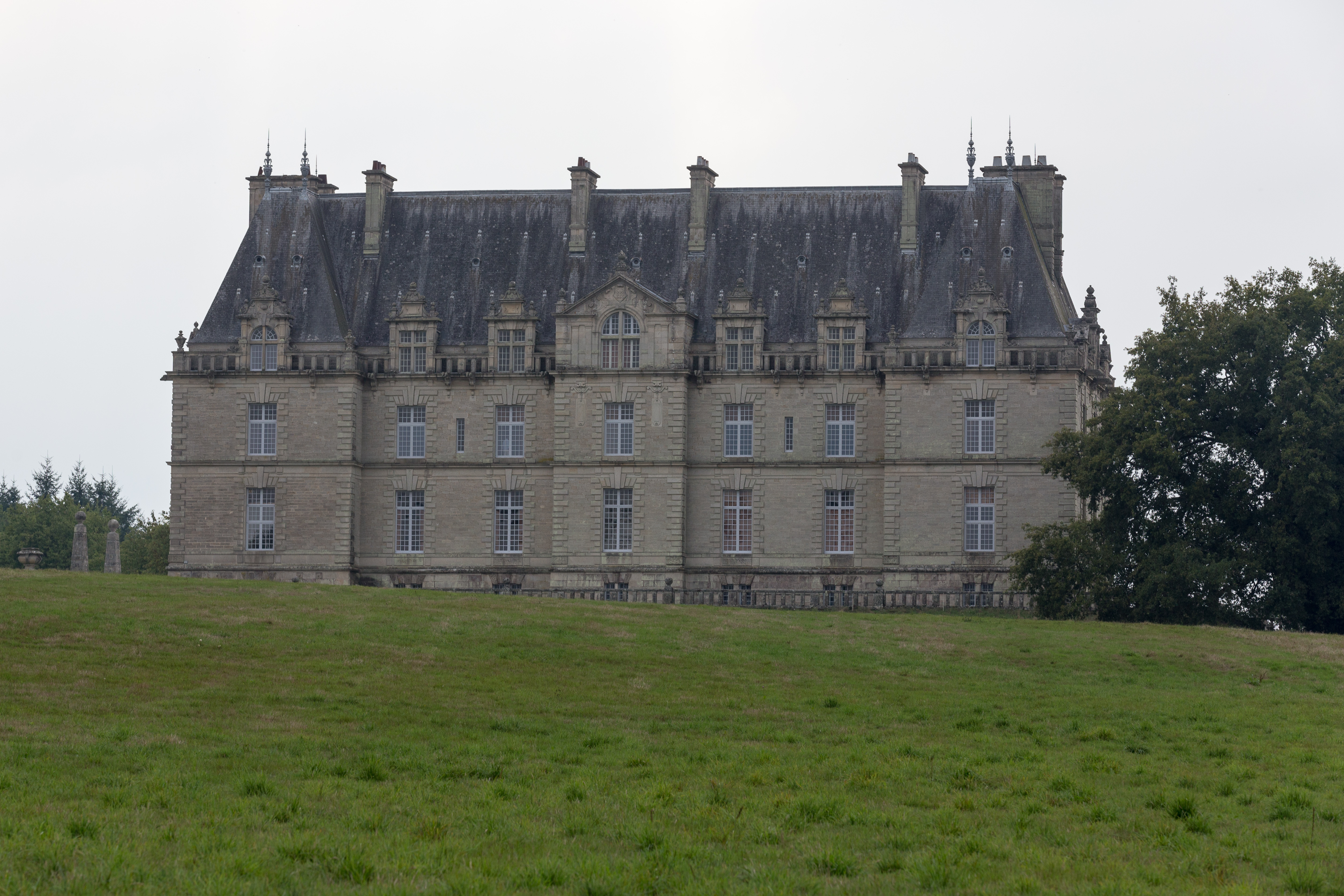
Château de la Grée de Callac : vue extérieure d'ensemble.
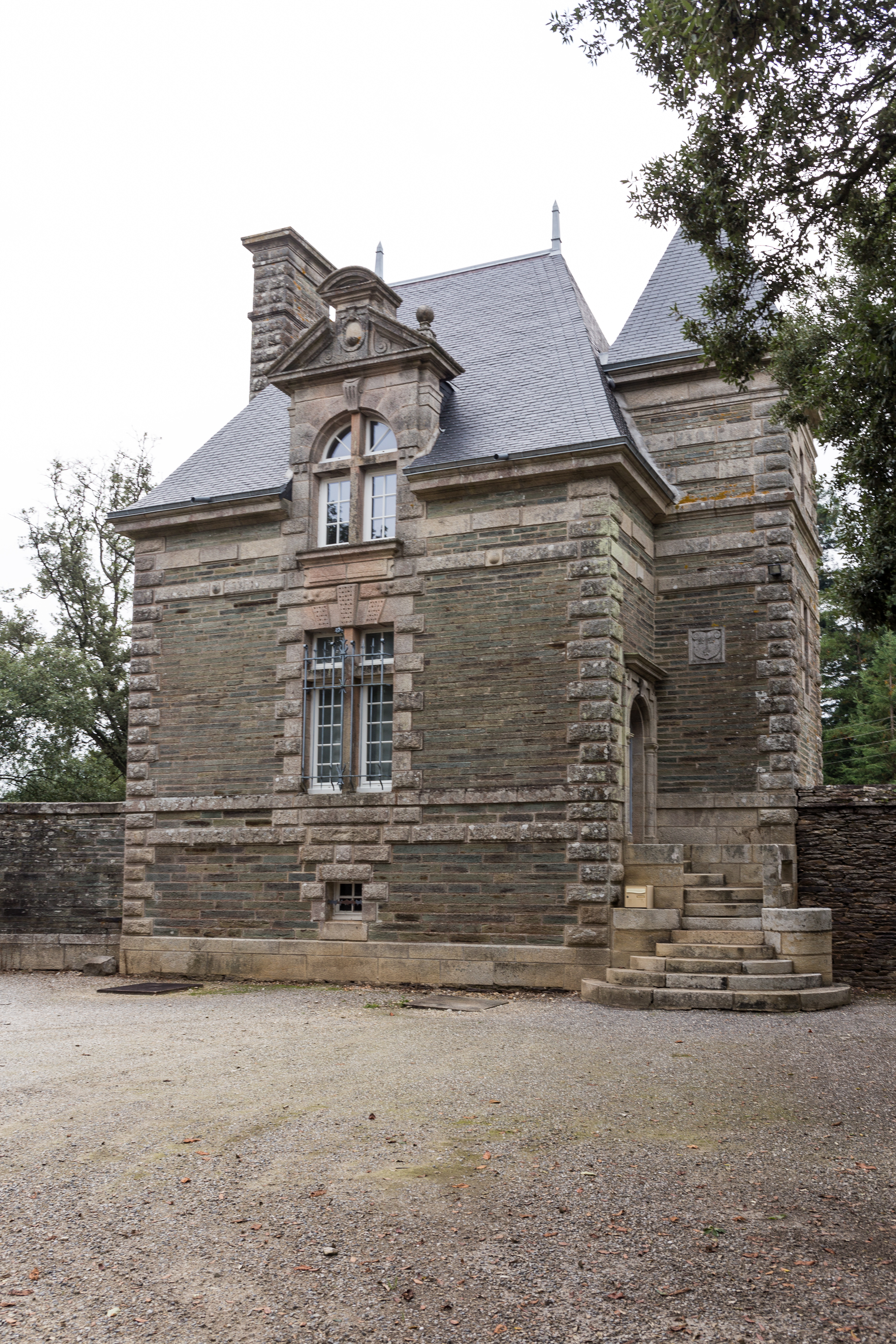
Château de la Grée de Callac : la porterie.
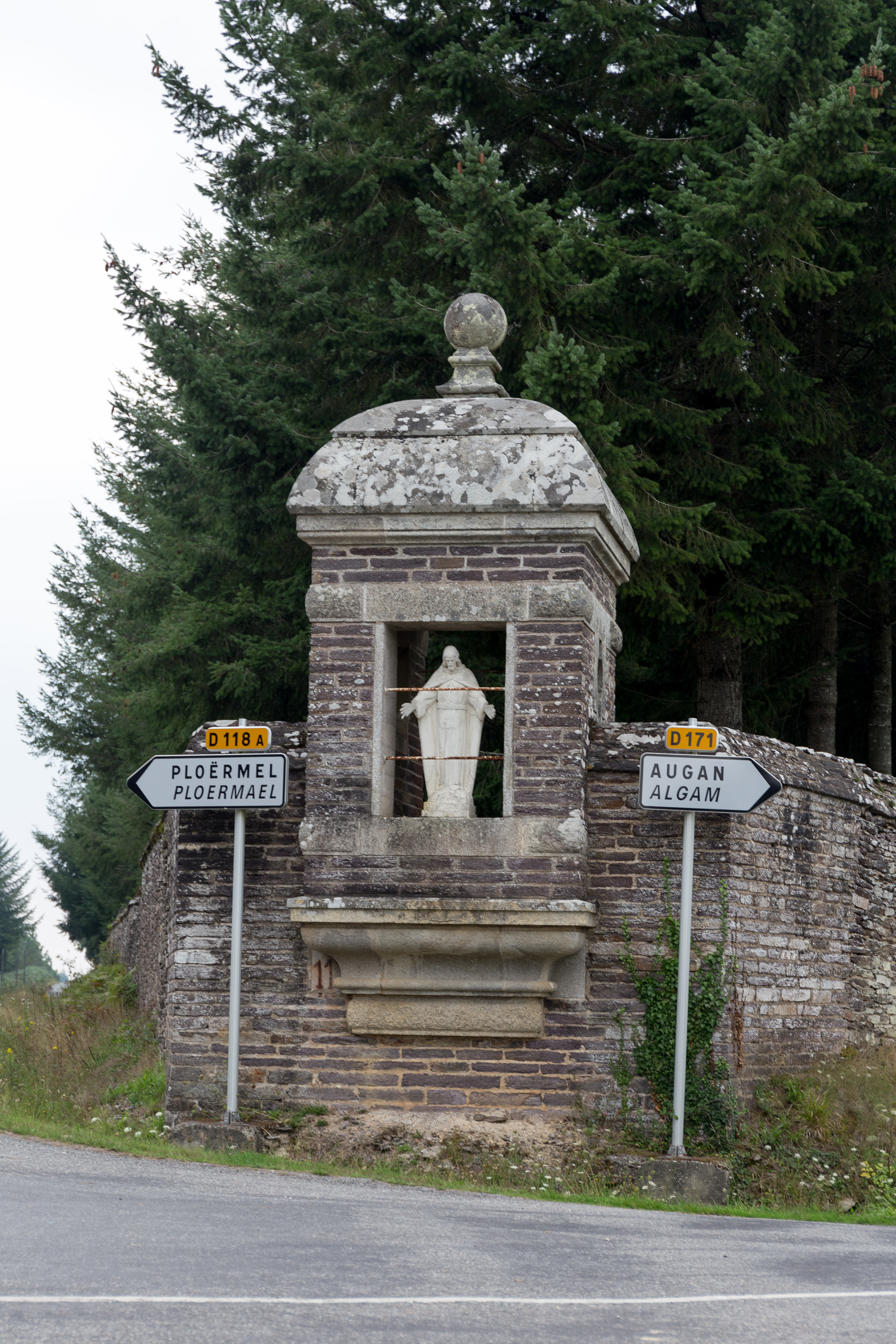
Château de la Grée de Callac : guérite ru mur d'enceinte, statue.

- le château de la Voltais date du XVe siècle, mais a été largement modifié au XVIIIe siècle ; il est inscrit à l'inventaire général du patrimoine culturel[65] ;

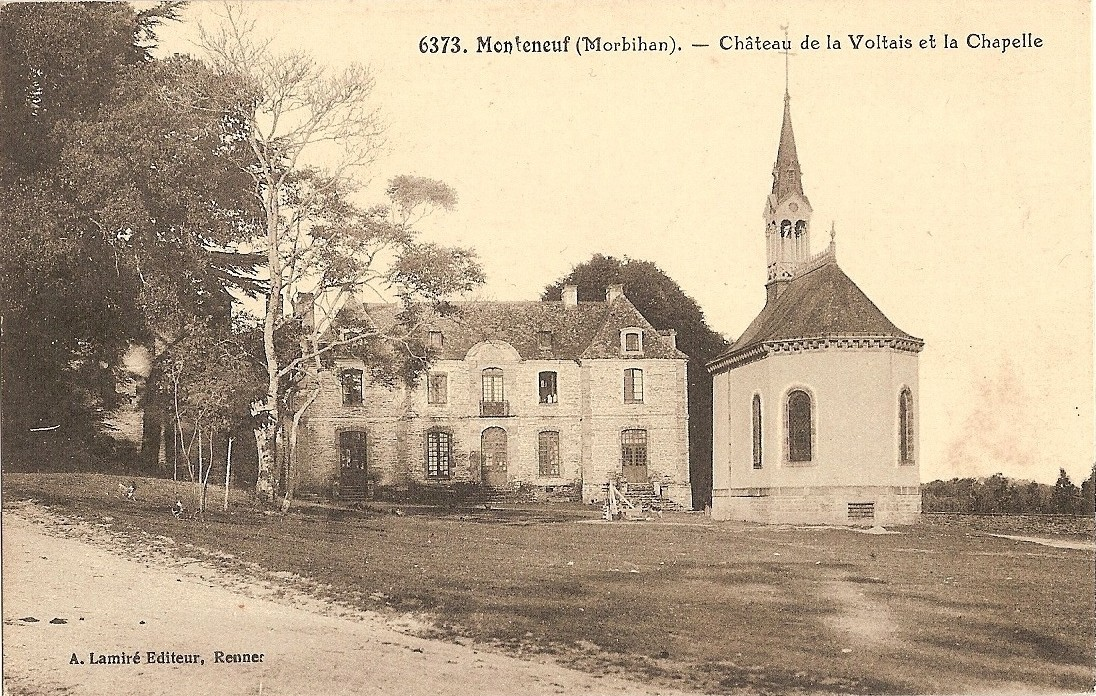
Monteneuf ː le château de la Voltais et sa chapelle au début du XXe siècle (carte postale).

- le manoir de la Ville Daniel date du XVIe siècle, il est inscrit à l'inventaire général du patrimoine culturel[66] ;
- le manoir de la Ville Morin date du XVIIIe siècle, il est inscrit à l'inventaire général du patrimoine culturel[67] ;
- le manoir de la Ville Blanche : il date probablement pour l'essentiel du XVIIIe siècle[68].
- L'église paroissiale Saint-Michel (de style néoroman et en forme de croix latine) ; son clocher-tour date de 1773 , mais l'église actuelle date principalement de la seconde moitié du XIXe siècle) ; on y trouve notamment une statue de "Saint Michel terrassant le dragon" et une autre de "Sainte Anne et Marie" et des vitraux représentant sainte Anne et saint Yves[69] ;l'église a été restaurée entre 1947 et 1956, son clocher étant réhabillé en béton[70].

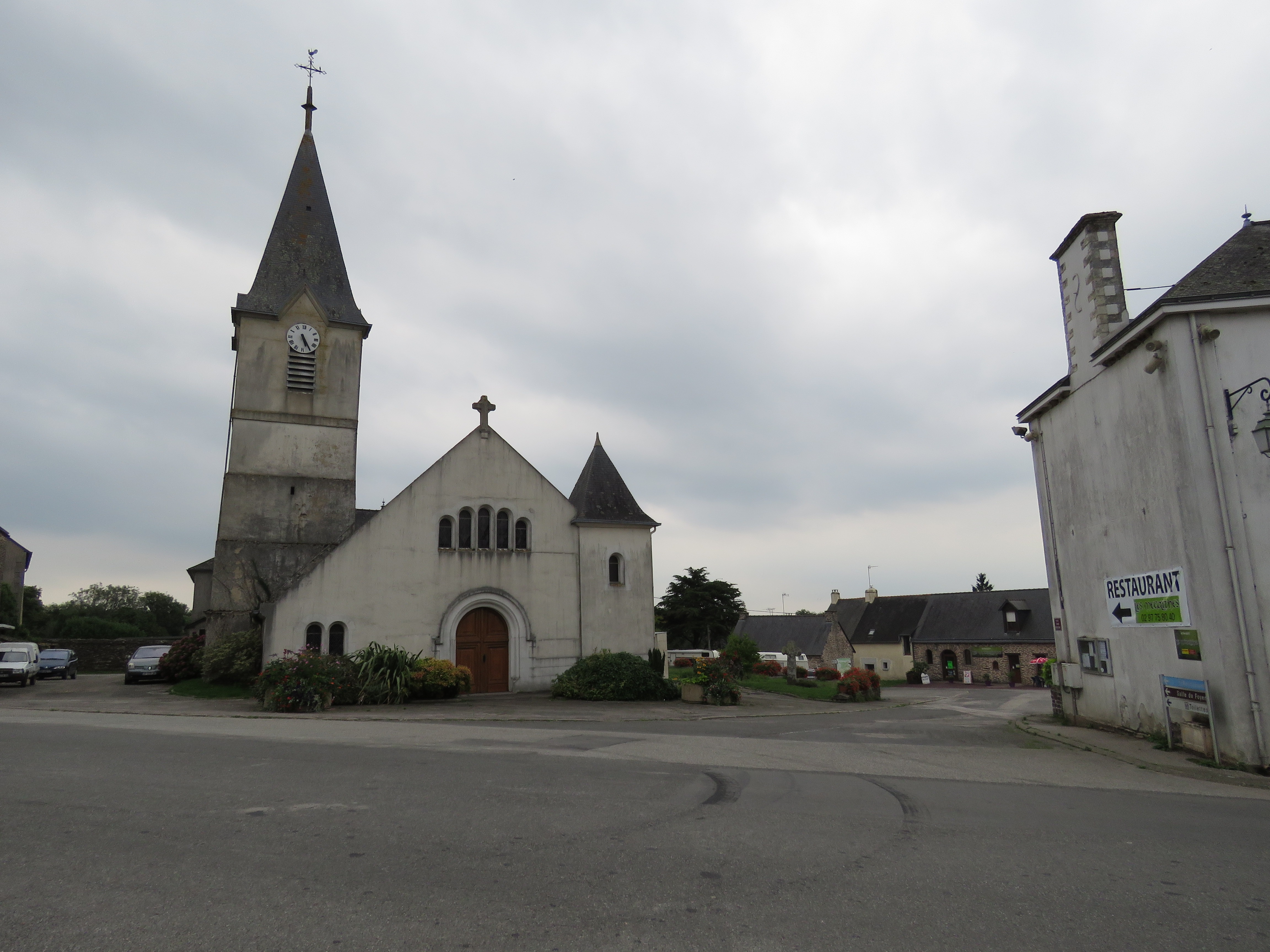
L'église Saint-Michel : vue extérieure d'ensemble.

- la croix de cimetière de Monteneuf : une croix trilobée qui était située dans l'ancien cimetière dans l'enclos paroissial et datant probablement du XVIe siècle[71] ;

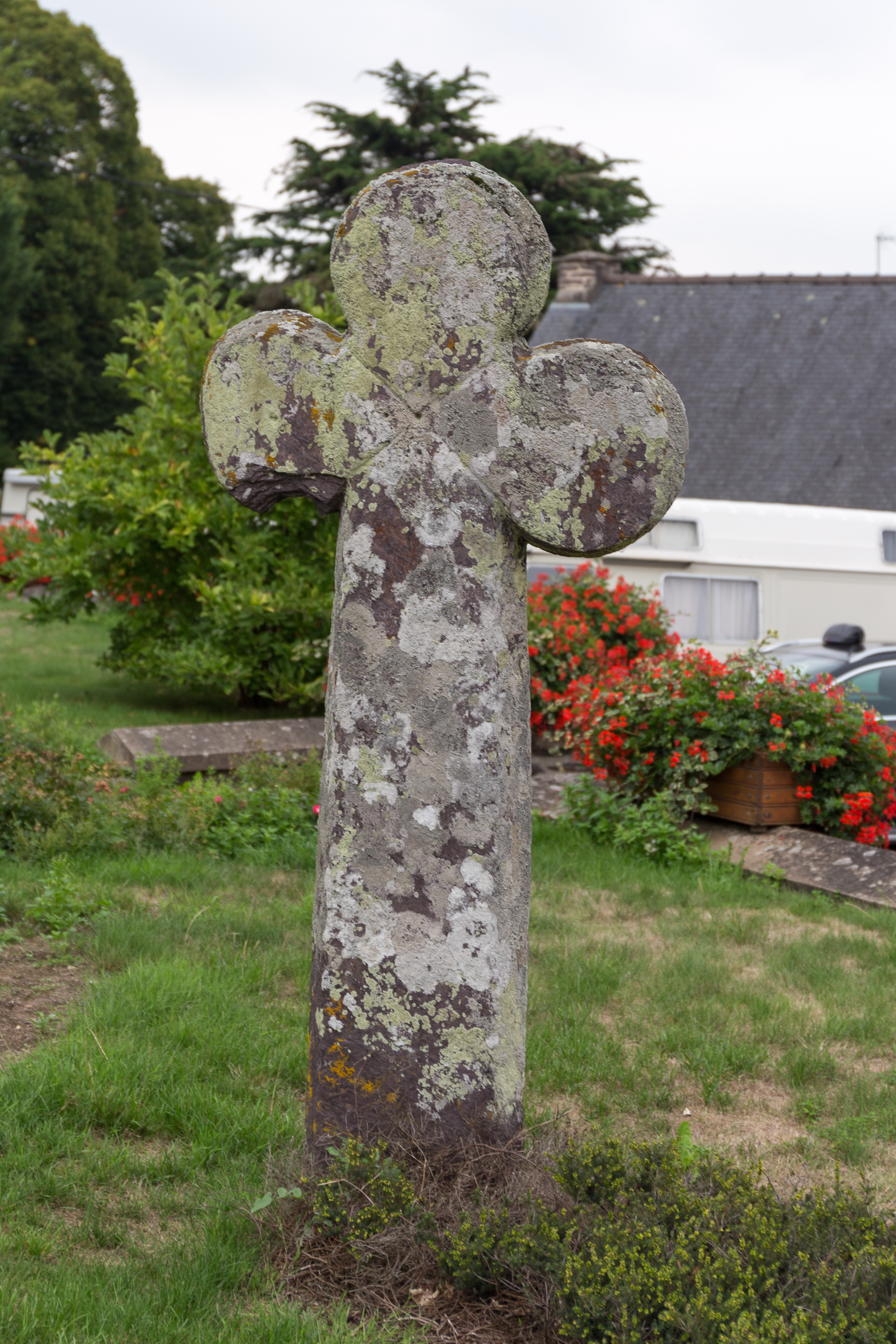
Croix du cimetière : vue d'ensemble.
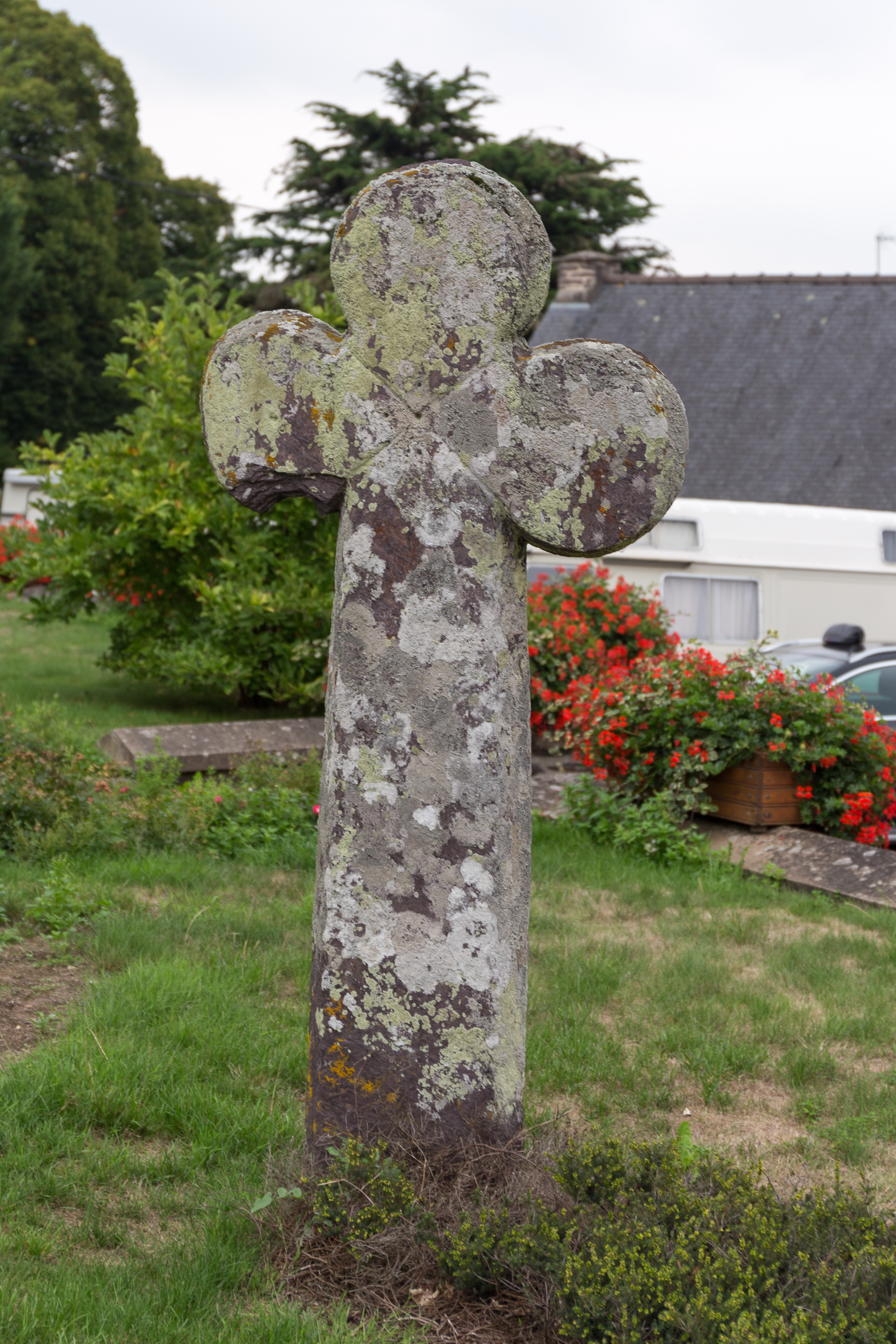
Autre croix (dans le cimetière).

- la chapelle Saint-Isidore (1569), située au Bas Trézon[72] ;
- la chapelle Saint-Méen, dite aussi chapelle Saint Méen-d'outre-les-bois  (non datée, mais elle a probablement été construite au XVIe siècle) ; ancienne chapelle frairienne, elle est classée monument historique depuis 1934 ; mais longtemps ruinée, elle a été restaurée dans la décennie 1970 : une fontaine de dévotion datée de 1615 se trouve à proximmité[73] ;
- la chapelle Saint-Martin (2e moitié du XVIIIe siècle)[74] ;
- la fontaine Saint-Michel (la statue en granite de saint Michel qui s'y trouve provient d'un don effectué à la fin du XIXe siècle)[75] ;
- la fontaine Saint-Nicodème (en forme de porche) ;
- des croix monumentales : 15 ont été recensées dans la commune[76] ;
- des fermes présentent un intérêt patrimonial, par exemple celles de Boquide[77], de Becihan[78], etc..
- le moulin à vent du Petit Moulin[79] ;
- les étangs de la Noë, du Chaperon rouge et du Queheon.

## Personnalités liées à la commune
- Jacques Sévène (1920-1944) et son frère Paul Sévène (1923-1944), petits-fils d'Alphonse Sévène (1853-1928, ancien député du Morbihan). Résistants français, ils sont morts pour la France, fusillés par les Allemands à Monteneuf le 9 juillet 1944.